# Список дипломатичних місій Північної Македонії

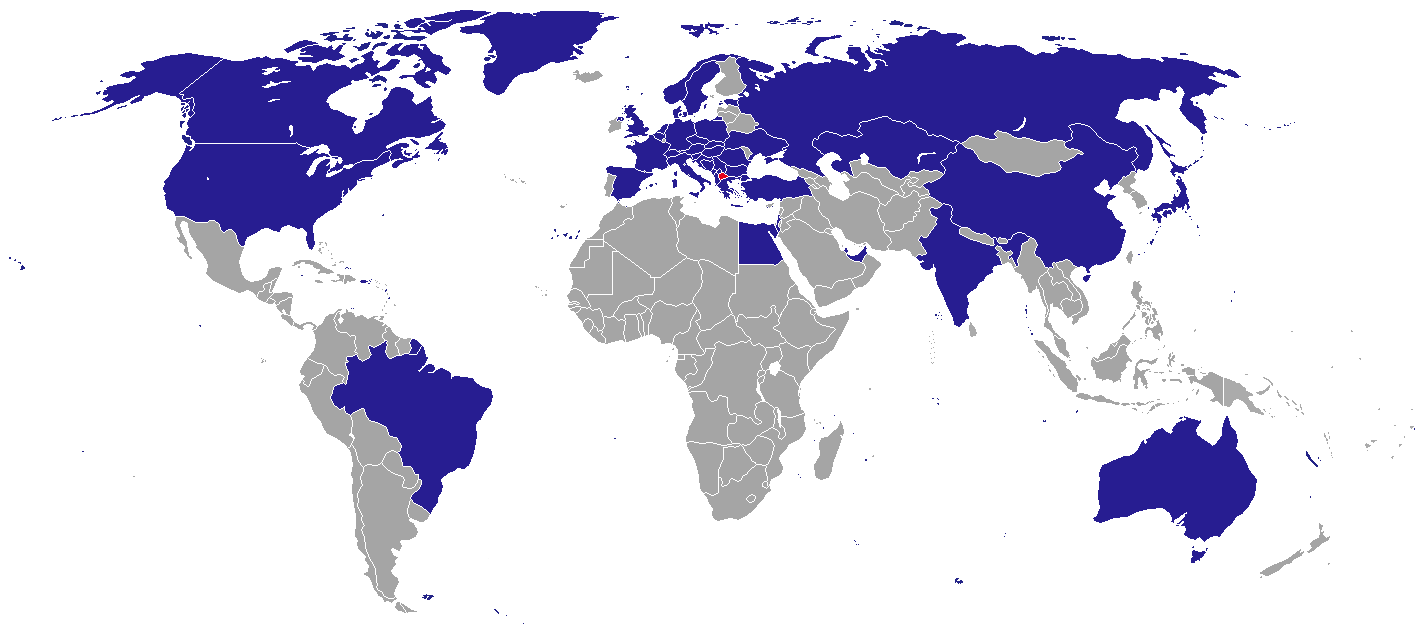
Дипломатичні відносини Македонії

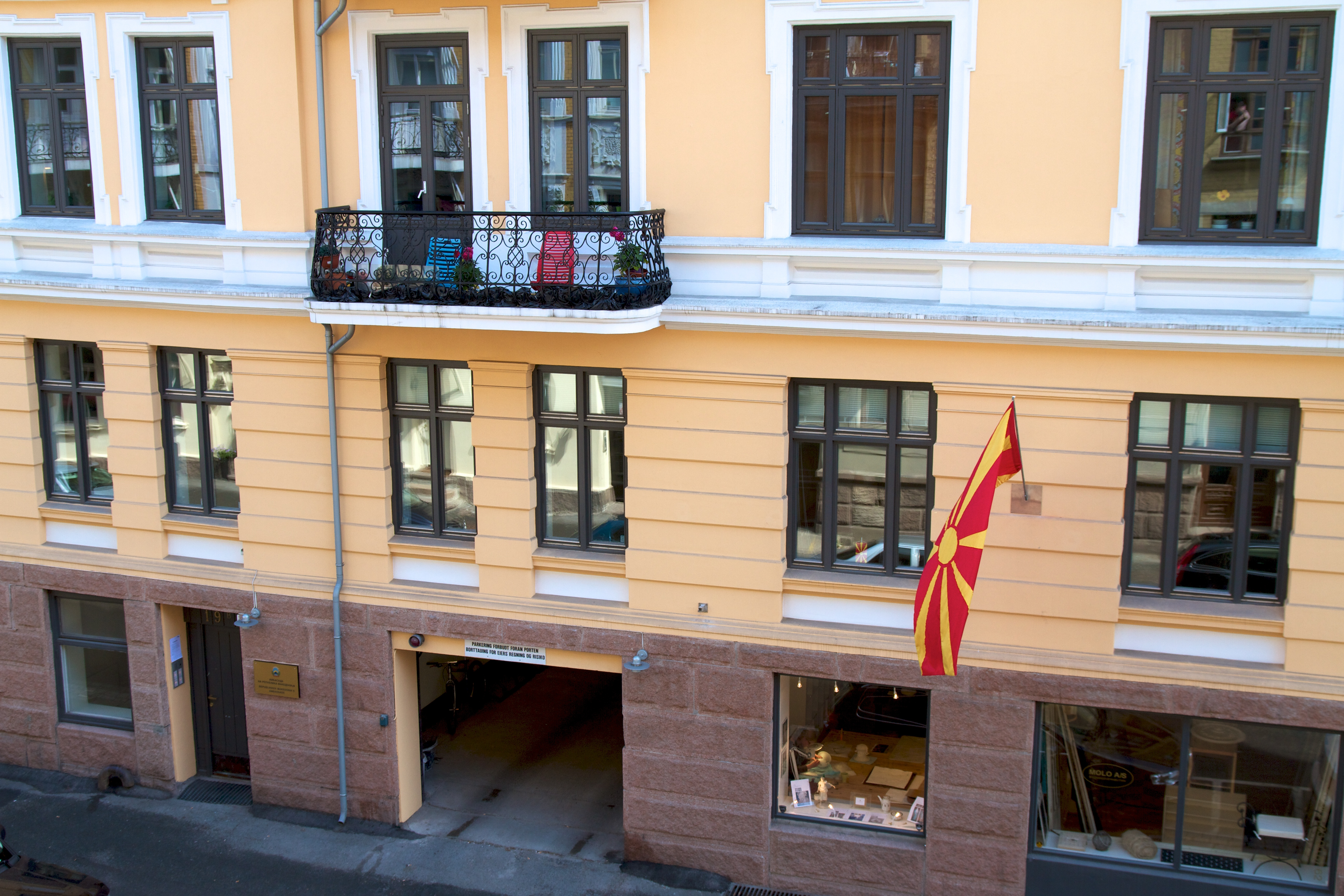
Осло

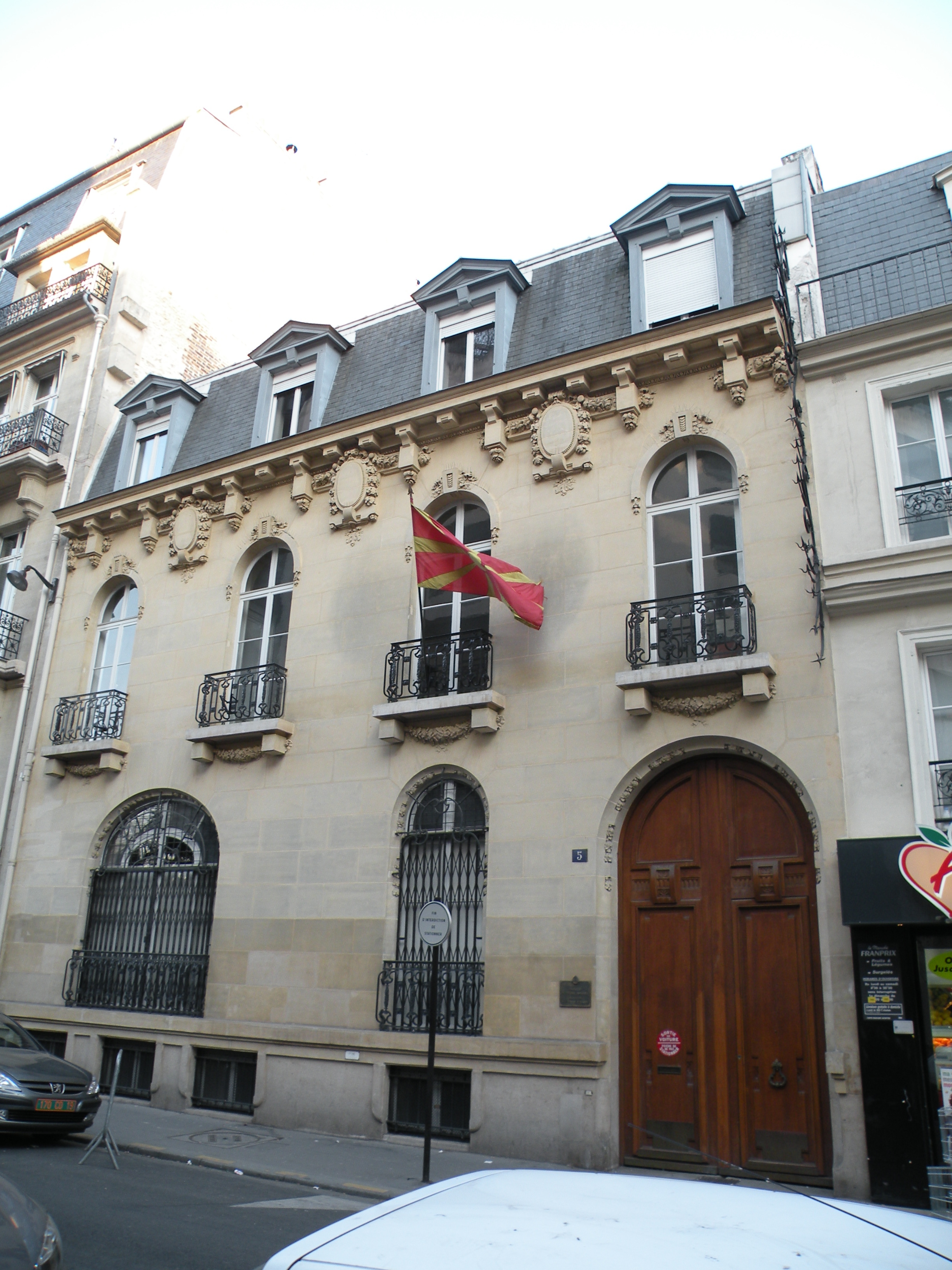
Париж

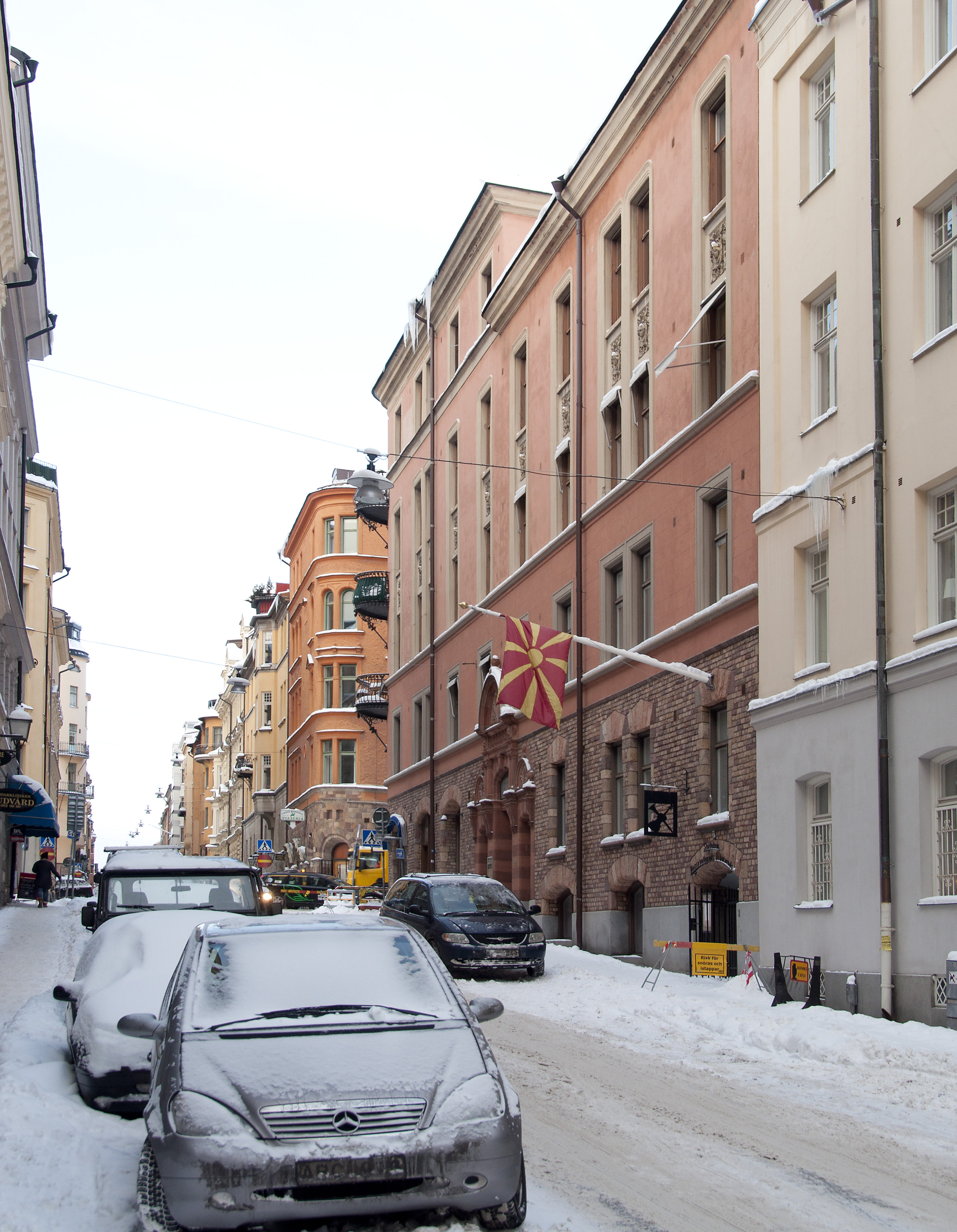
Стокгольм

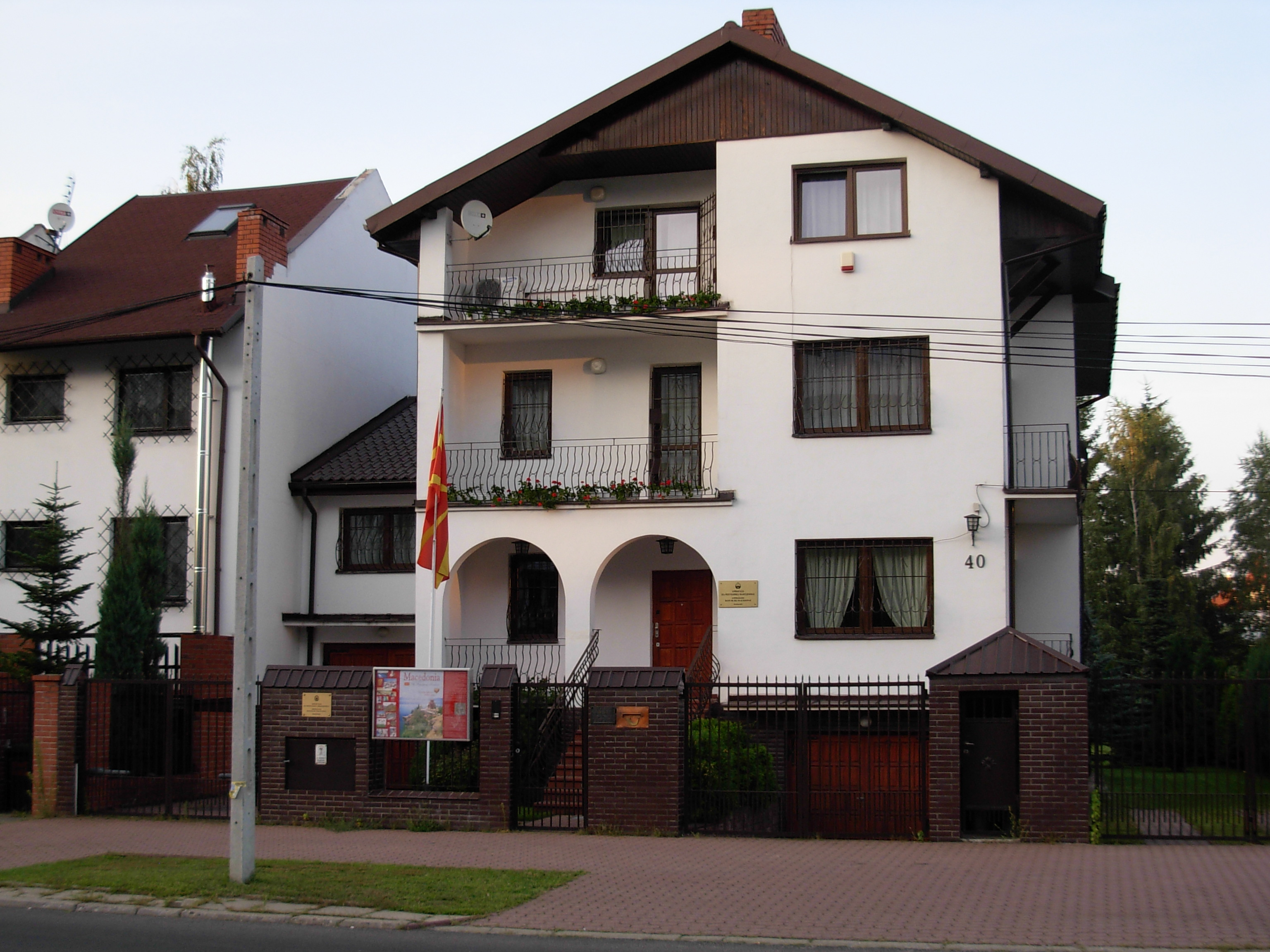
Варшава

Список дипломатичних місій Македонії — перелік дипломатичних місій (посольств) і генеральних консульств Північної Македонії в країнах світу.

## Африка
- Єгипет
  - Каїр (посольство)

## Америка
- Бразилія
  - Бразиліа (посольство)
- Канада
  - Оттава (посольство)
  - Торонто (генеральне консульство)
- США
  - Вашингтон (посольство)
  - Чикаго (генеральне консульство)
  - Детройт (генеральне консульство)
  - Нью-Йорк (генеральне консульство)

## Азія
- КНР
  - Пекін (посольство)
- Індія
  - Нью-Делі (посольство)
- Ізраїль
  - Тель-Авів (посольство)
- Японія
  - Токіо (посольство)
- Катар
  - Доха (посольство)
- Туреччина
  - Анкара (посольство)
  - Стамбул (генеральне консульство)
- ОАЕ
  - Абу-Дабі (посольство)

## Європа
- Албанія
  - Тирана (посольство)
- Австрія
  - Відень (посольство)
- Бельгія
  - Брюссель (посольство)
- Боснія і Герцеговина
  - Сараєво (посольство)
- Болгарія
  - Софія (посольство)
- Хорватія
  - Загреб (посольство)
- Чехія
  - Прага (посольство)
- Данія
  - Копенгаген (посольство)
- Естонія
  - Таллінн (посольство)
- Франція
  - Париж (посольство)
- Німеччина
  - Берлін (посольство)
  - Бонн (філія)
  - Мюнхен (генеральне консульство)
- Греція
  - Афіни (бюро зв'язків)
  - Салоніки (управління по економічним і комерційним питанням)
- Ватикан
  - Ватикан (посольство)
- Угорщина
  - Будапешт (посольство)
- Італія
  - Рим (посольство)
  - Венеція (генеральне консульство)
- Косово
  - Приштина (посольство)
- Чорногорія
  - Подгориця (посольство)
- Нідерланди
  - Гаага (посольство)
- Норвегія
  - Осло (посольство)
- Польща
  - Варшава (посольство)
- Румунія
  - Бухарест (посольство)
- Росія
  - Москва (посольство)
- Сербія
  - Белград (посольство)
- Словенія
  - Любляна (посольство)
- Іспанія
  - Мадрид (посольство)
- Швеція
  - Стокгольм (посольство)
- Швейцарія
  - Берн (посольство)
- Україна
  - Київ (посольство)
- Велика Британія
  - Лондон (посольство)

## Океанія
- Австралія
  - Канберра (посольство)
  - Мельбурн (генеральне консульство)

## Міжнародні організації
- Брюссель (постійне представництво Європейському Союзі і НАТО)
- Женева (постійне представництво Організації Об'єднаних Націй і міжнародних організаціях)
- Рим (Продовольча і сільськогосподарська організація)
- Нью-Йорк (постійне представництво в Організації Об'єднаних Націй)
- Париж (постійне представництво ЮНЕСКО і ОЕСР)
- Страсбург (постійне представництво в Раді Європи)
- Відень (постійне представництво ОБСЄ)